# La Première (radio belge)
Pour les articles homonymes, voir La Première.
La 1ère, anciennement « Radio Une », est la première station de radio publique de la Radio-télévision belge de la Communauté française (RTBF). Sa programmation est généraliste et axée sur l'information et la culture. Elle diffuse ses programmes en modulation de fréquence (FM), en DAB+, en DVB-T, par TéléSAT (crypté), ainsi que sur Internet. 

## Historique
La station est née le 24 novembre 1923 sous le nom de Radio Belgique (nl), propriété de la Société Belge Radio-électrique (SBR), qui diffusait ses émissions en français. Elle adopte le nom de Radio Belgique le 1er janvier 1924, et diffuse son premier journal parlé le 1er novembre 1926.
Le 18 juin 1930, l'INR est créé, et trois longueurs d'onde lui sont attribuées: une pour la diffusion des émissions en français, une autre pour les émissions en néerlandais, et une autre pour la diffusion du service international. Les émissions internationales étaient assurées par la Régie des Télégraphes et des Téléphones jusqu'en 1931 avec la station Bel Radio. Ainsi, le 1er février 1931, à la suite de la faillite de Radio Bruxelles, l'INR, ondes françaises commence ses émissions, qui se poursuivront jusqu'au 14 juin 1940.
Pendant l'occupation allemande de la Belgique, les installations de l'INR sont remises en place. En récupérant le nom de Radio Bruxelles, la station diffuse des messages de propagande nazie depuis le 9 août 1940 jusqu'au 3 septembre 1944. Les anciennes fonctions de l'INR sont assurées par la Radiodiffusion Nationale Belge, propriété de l'Office de Radiodiffusion National Belge (organisme dépendant du Gouvernement belge à Londres), qui diffuse depuis le Congo belge entre le 16 mai 1943 et le 30 janvier 1945.
Dès le lendemain de la Libération de la Belgique, la station est remise en marche à nouveau sous l'égide de l'INR. Ainsi, le 4 septembre 1944, la radio publique belge francophone redémarre ses émissions, cette fois-ci sous le nom INR Bruxelles I. Elle portera le nom RTB Premier Programme de 1960 à 1967, puis RTB 1 de 1967 à 1977, RTBF 1 de 1977 à 1986, Radio Une de 1986 à 1994, et finalement, La Première depuis 1994.
Le 4 mars 2013, Corinne Boulangier succède à Jean-Pierre Hautier en tant que directrice de la chaîne.
À partir de mai 2017, La Première est désormais diffusée sur la chaîne bruxelloise BX1, un flux vidéo continu et optimisé accompagnant les émissions de radio.
En septembre 2017, La Première lance un décrochage régional hebdomadaire, Débat première, le vendredi midi présenté par Thomas Gadisseux pour le débat Bruxellois (incluant le Brabant wallon) et par Bertrand Henne pour le débat Wallon, ce dernier est émis depuis Namur.

## Identité de la station

### Logos

Logo de La Première de 1997 à 2004
Logo de La Première de 2004 à 2017
Logo de La Première depuis 2017

### Slogans
- Jusqu'en 2010 : « Restons curieux »

- De 2010 à avril 2017 : « Soyez curieux »[7]

- Depuis avril 2017 : « L'esprit clair »[8]

## Personnalités de la radio
- Jacques Bauduin
- Claude Delacroix (ancien animateur de l'émission Formule J et ancien directeur de la chaîne)
- Jacques Mercier
- Jean-Pierre Hautier (ancien directeur de la chaîne)
- Stéphane Dupont
- Marc Moulin
- Véronique Thyberghien
- Cédric Wauthier
- Sandra Verhas

## Programmation

### Généralités
La grille des programmes figure sur le site internet.

### Événementiel
- Le 7 mai 2017, de l'Inde à l'Islande, La Première a fait vivre en direct à ses auditeurs le réveil des oiseaux à travers le monde, selon l'émission irlandaise Dawn Chorus[10].

## Diffusion

### Par modulation de fréquence (FM)
La radio FM permet la réception des programmes de La Première en modulation de fréquence, assurée pour toute la Communauté française et Communauté germanophone de Belgique. Les zones géographiques suivantes possèdent leur propre bande FM et des fréquences spécifiques selon l'endroit précis où l'on réceptionne le signal :

Hainaut :
87.6 MHz (Chimay)
91.5 MHz (Mons/La Louvière)
93.4 MHz (Thuin)
94.1 MHz (Comines-Warneton)
94.8 MHz (Charleroi)
97.9 MHz (Ath)
106.0 MHz (Hainaut occidental)
Province de Liège :
87.9 MHz (Saint-Vith)
89.2 MHz (Malmédy)
91.3 MHz (Verviers)
94.3 MHz (Huy)
94.6 MHz (Waremme)
96.4 MHz (Liège)
97.3 MHz (Spa)
102.8 MHz (Vielsam)
Ardennes belges :
89.3 MHz (Bouillon)
90.2 MHz (Houffalize)
93.3 MHz (Marche-en-Famenne)
96.0 MHz (La Roche-en-Ardenne)
96.4 MHz (Ardennes et Sud-Luxembourg)
Bruxelles-Capitale Brabant-Wallon :
92.5 MHz (Bruxelles centre)
96.1 MHz (Brabant-Wallon)
Province de Namur :
102.7 MHz (Namur)

### Par radio numérique terrestre (DAB+)
La RTBF s'appuie sur le DAB+ pour proposer les programmes de La Première aux Communauté française et Communauté germanophone de Belgique. Il existe quatre multiplexes.
- NAM-LUX (5B)

- HAINAUT 1 (5C)

- HAINAUT 2 (6A)

- BXL (11D)

- LIEGE (8D)

### Sur le câble et l'IPTV
Le câble et l'IPTV permettent la diffusion des programmes de La Première, présente sur les télédistributeurs Orange, Proximus, Telenet et VOO.
Orange : Canal 801
Telenet : Canal 900
Proximus : Canal 850
VOO : Canal 420

### Par satellite
Le satellite permet la diffusion des programmes de La Première, présente sur les plateformes TéléSAT & TV Vlaanderen.

### Sur Internet
Par le principe du streaming, la Première propose l'écoute de son flux à partir de son site Internet, du site Auvio de la RTBF ou du site Radioplayer, player des radios belges francophones publiques et privées.